# Accionador de cadena rígida
El accionador de cadena rígida (también conocido como accionador de cadena lineal, accionador de cadena a tracción y compresión, accionador de cadena eléctrico o accionador de cadena en columna), es un mecanismo utilizado en el accionamiento de compartimientos de cierre; en gatos; en el manejo de cargas a tracción y compresión; y en elevadores. El accionador está formado por un piñón que mueve una cadena telescópica especial, capaz de transmitir tanto tracciones como compresiones. Existen modelos pesados (utilizados en gatos) capaces de proporcionar 10 toneladas de empuje a más de 7 metros de distancia .

## Principio de funcionamiento
El accionador de cadena rígida funciona como un mecanismo de cremallera que utiliza una barra articulada. Se emplean cadenas de articulación limitada, normalmente parecidas a una cadena de transmisión, que engranan con un piñón motorizado alojado en una carcasa.  Los eslabones de la cadena están articulados de manera que pueden curvarse a un solo lado. Cuando el piñón gira, los eslabones de la cadena rotan 90 grados, y un sistema de guías acopla los eslabones de la cadena en una forma lineal rígida capaz de resistir tracciones y compresiones. Dado que los eslabones tienen la capacidad de plegarse sobre sí mismos, la cadena puede enrrollarse para ser almacenada en un espacio reducido. Generalmente, se accionan mediante motores eléctricos. Las cadenas más rígidas están fabricadas con aceros especiales.

## Uso
Cadenas de transmisión modificadas se han utilizado normalmente en equipos de manejo de cargas, con el inconveniente de que para transmitir tracciones y compresiones indistintamente, deben estar montadas en bucle o estar encapsuladas en un canal de guiado rígido. El desarrollo de accionadores de cadena rígidos eficaces amplió el uso de este sistema para aplicaciones industriales. A pequeña escala, se utilizan para la apertura motorizada de todo tipo de compartimentos (por ejemplo, las bandejas de los lectores de discos en los ordenadores). También se usan como elevadores en instalaciones de artes escénicas.
Su uso se ha generalizado en mesas de corte o en ascensores de plataforma, sustituyendo a mecanismos hidráulicos. También son utilizados para la automatización de líneas de producción.

## Tipos
La distinción principal entre este tipo de accionadores es si disponen de una sola cadena rígida, o bien de un par de cadenas entrelazadas, funcionando como una cremallera.  Los actuadores de dos cadenas entrelazadas tienen la ventaja de una mayor resistencia a doblarse. Además, los eslabones una vez bloqueados son capaces de resistir mejor cargas laterales moderadas sin necesidad de confinamiento.  Por ejemplo,  pueden funcionar adecuadamente para controlar el despliegue de mecanismos telescópicos.
El diseño de la cadena varía significativamente dependiendo de la aplicación prevista y de su fabricante.  Las distintas variantes han sido diseñadas, entre otras cosas, para:
- Simplificar su fabricación
- Reducir fricción y mantenimiento
- Minimizar dimensiones y peso
- Mejorar su velocidad, longitud efectiva, capacidad de carga, eficacia y estabilidad

## Desarrollo

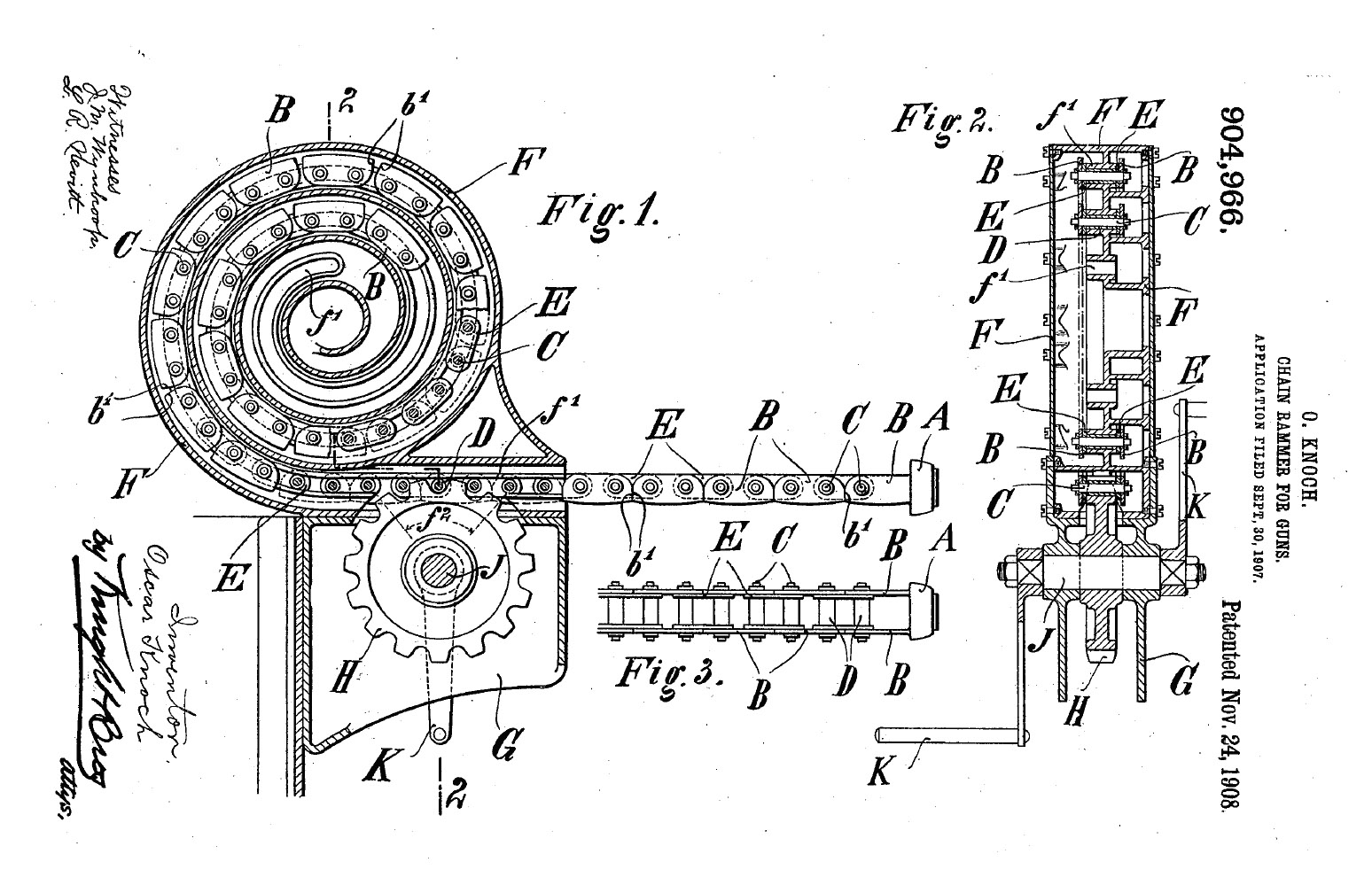
Dibujo de la Patente de la Cadena Rammer (1908).

Los primeros accionadores de cadena rígida se desarrollaron para la carga de proyectiles de gran calibre en cañones pesados. 
Robert Matthews registró una patente en EE. UU. para su "Empujador mecánico" en 1901, en la que se utilizaba un rodillo en un extremo de la cadena para empujarla sin deflexión a través de una guía. Desarrollado hace más de un siglo, su sistema es muy parecido a muchos accionadores de cadena rígidos modernos. En 1908 Oscar Knoch obtuvo una patente en EE. UU. para su "Cadena rígida para cañones”. Orientando el lado plegable de la cadena en su parte superior, ésta actúa como una viga telescópica, con un curvado insignificante, eliminando la necesidad de disponer un sistema de guiado.
Eldridge E. Long tuvo inicialmente la idea de utilizar una cadena telescópica en vez de un empujador horizontal, obteniendo en 1933 una patente en EE. UU. para su gato mecánico, que consideraba “particularmente adaptado para uso en automóviles”. Utilizaba una configuración de cadena doble: las cadenas se enlazaban sólidamente entre sí para resistir las cargas de compresión. En 1951, Yaichi Hayakawa obtuvo una patente de EE. UU. para su sistema de entrelazamiento de eslabones mediante cadenas de rodillos. La acción de cremallera entre eslabones consecutivos ("de posterior-a-posterior") permite determinar la rigidez de la cadena en función de su orientación (horizontal o vertical) y de su sentido de desplazamiento.
Debe señalarse que en 1941, con anterioridad a la configuración de cadena doble, Karl Bender obtuvo una patente en EE. UU. para una "Cadena resistente a compresión" utilizando tres cadenas entrelazadas. Además del bloqueo normal ("de posterior a posterior"), se entrelazaba una tercera cadena en ángulo recto. Quizás debido a su complejidad relativa, los accionadores de cadena triple no son comunes.